# Villa Gellertstraße 9 (Radebeul)
Die Villa Gellertstraße 9 liegt in Alt-Radebeul, dem Ursprungsstadtteil der sächsischen Stadt Radebeul. Sie wurde zwischen 1888 und 1890 von den Baumeistern Gebrüder Ziller errichtet.

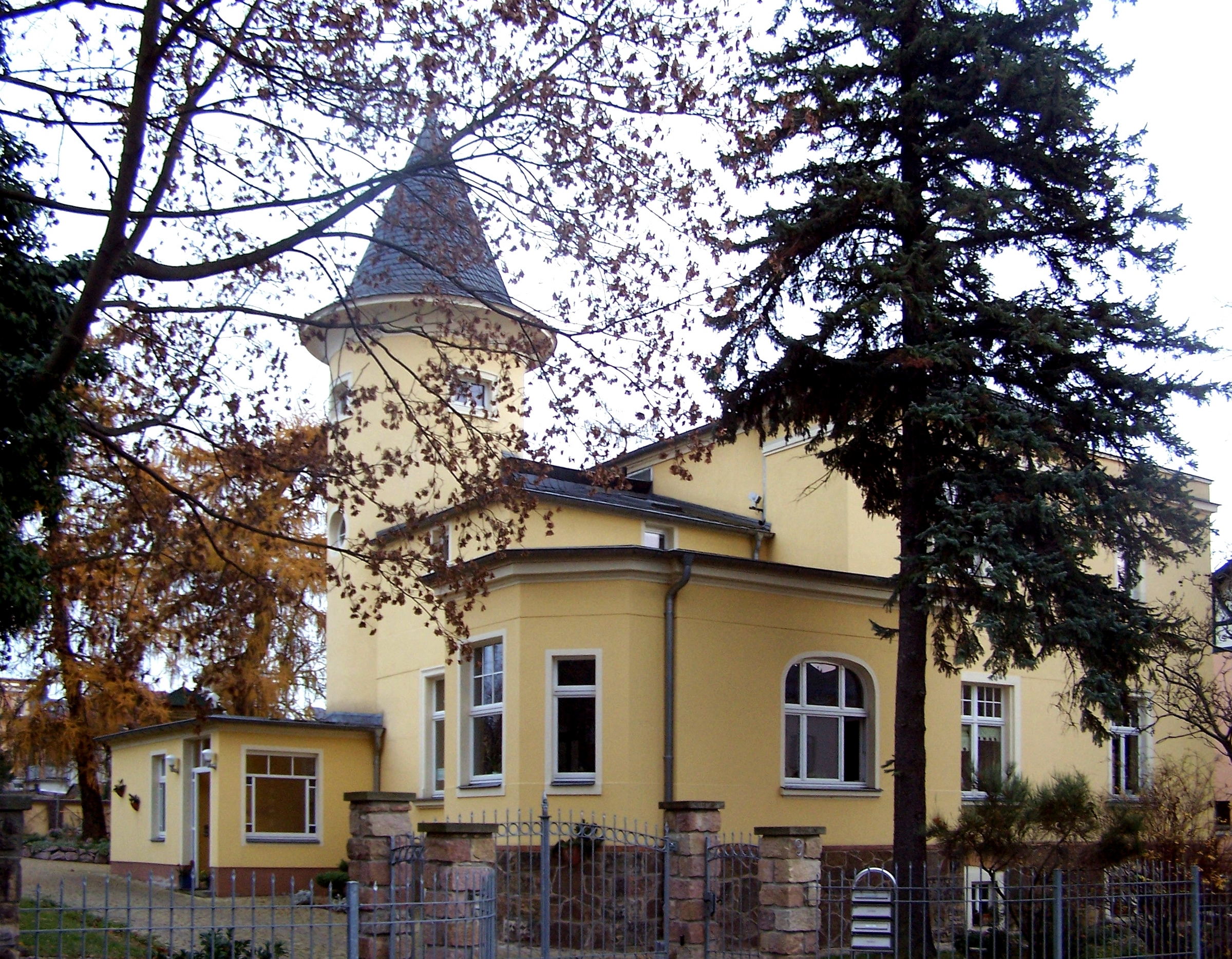
Villa Gellertstraße 9

## Beschreibung

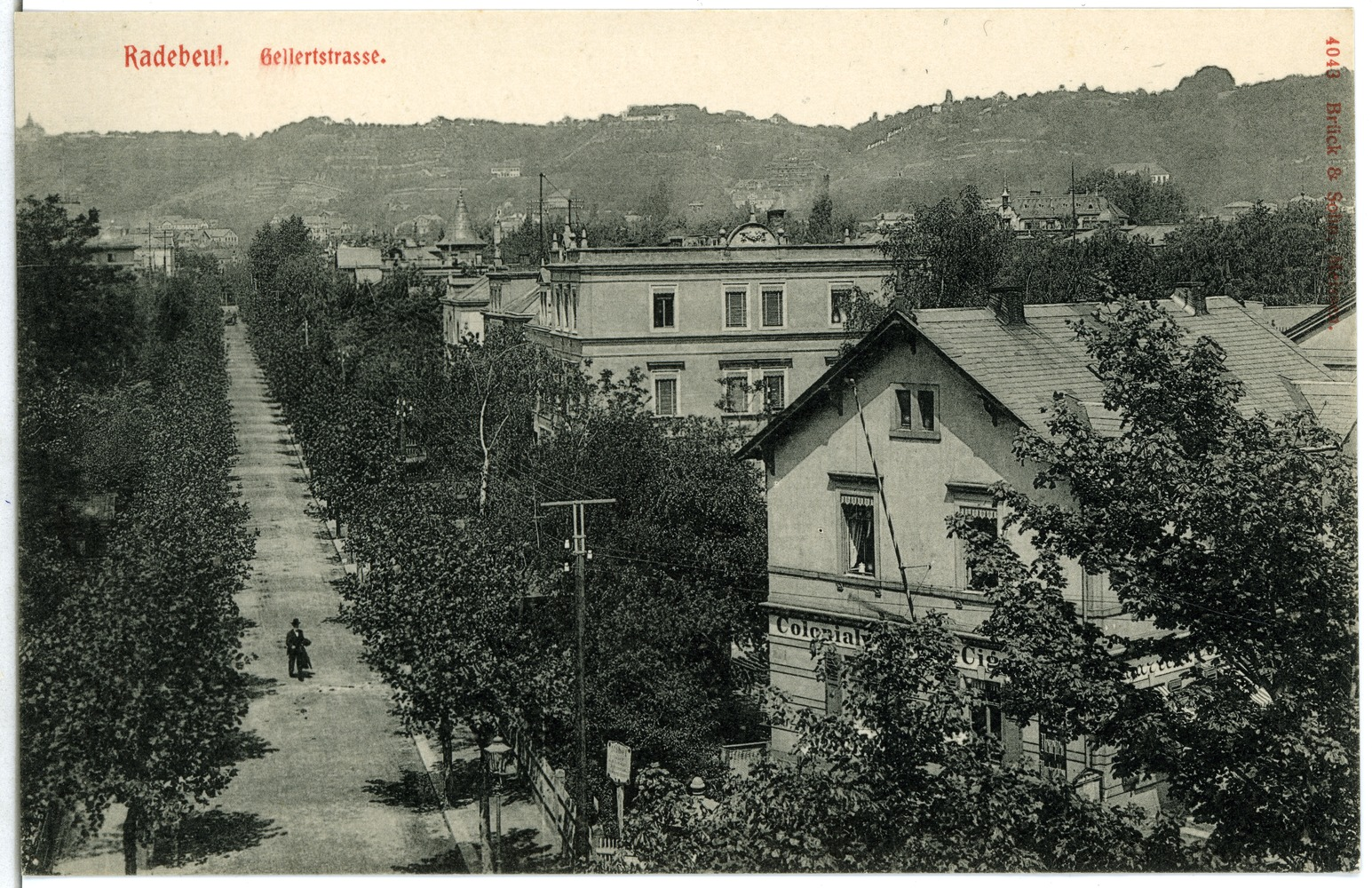
Gellertstraße 1903: Die Straße weiter hoch sieht man den runden Treppenturm.

Die unter Denkmalschutz stehende Villa hat ein „malerisches, asymmetrisches Aussehen“, das durch die zahlreichen Anbauten hervorgerufen wird. Der Kernbau war eine eingeschossige Villa im Schweizerstil mit Sparrendach, die traufständig zur Straße ausgerichtet war, die symmetrische Ansicht mittig betont, obenauf ein flaches Satteldach (Wohl zumindest ähnlich wie die Bauzeichnung von 1888 der benachbarten Villa Selma.).
Heute zeigt sich das auf einem Bruchsteinsockel stehende, verputzte Wohnhaus zweigeschossig, das Dach ist verschiefert. In der linken Seitenansicht steht zur Straße hin ein großer Standerker, dahinter steht ein markanter, runder Treppenturm mit einem Kegeldach. Auf der Rückseite des Gebäudes findet sich eine massive Veranda.
Im Inneren des Hauses sind die ursprünglichen Stuckdecken zum Teil erhalten.

## Geschichte
Nach Einreichung des Bauantrags im Dezember 1888 dauerte es bis Oktober 1890, dass die Gebrüder Ziller die Bauabnahme erhielten. Bereits um 1895 begann die Umformung und Erweiterung des Gebäudes, zuerst durch die Errichtung eines Treppenturmes. Der Baumeister Alwin Höhne baute 1908 für den Kaufmann Otto Möbius, der etwa zeitgleich auch die nebenanliegende Villa Selma verändern ließ, in der Seitenansicht einen Erker an, und 1912 folgte auf der linken Seite ein Erdgeschossanbau.